# 欧根·英厄布雷森
欧根·英厄布雷森（挪威語：Eugen Ingebretsen，1884年12月30日—1939年1月11日），挪威男子体操运动员。他曾获得1908年夏季奥运会男子团体全能银牌和1912年夏季奥运会男子团体瑞典体操铜牌。